# Tyl
Tyl eller Epsilon Draconis (ε Draconis, förkortad Epsilon Dra, ε Dra), som är stjärnans Bayer-beteckning, är en dubbelstjärna i östra delen av stjärnbilden Draken. Den har en magnitud som varierar 3,82-3,89 och är synlig för blotta ögat där ljusföroreningar ej förekommer. Baserat på parallaxmätning inom Hipparcosuppdraget på ca 22,0 mas, beräknas den befinna sig på ett avstånd av ca 148 ljusår (45 parsek) från solen.
Tillsammans med Altais, Pi Draconis och Rho Draconis bildar stjärnan asterismen Al Tāis, "Geten".

## Egenskaper
Primärstjärnan Epsilon Draconis A är en orange till gul jättestjärna av spektralklass G8 III. Den har en massa som är 2,7 gånger solens massa, en radie som är ca 9 gånger solens och avger ca 66 gånger mer energi än solen från dess fotosfär vid en effektiv temperatur på ca 5 100 K.
Epsilon Draconis är upplösningbar som en dubbelstjärna i teleskop med en öppning på 100 mm eller större. Följeslagaren har en skenbar magnitud på 7,3 vid ett vinkelavstånd på 3,2 bågsekunder. Den är en jättestjärna av spektralklass F5 III, som kretsar kring primärstjärnan på ett avstånd av ca 130 astronomiska enheter.